# I Can't Wait (album)
Cet article concerne l'album d'Yngwie Malmsteen. Pour la chanson d'Akon, voir I Can't Wait.
Pour les articles homonymes, voir I Can't Wait.
Albums de Yngwie Malmsteen
The Seventh Sign
(1994) Magnum Opus
(1995)
I Can't Wait est un mini-album d'Yngwie Malmsteen sorti au Japon en août 1994.

## Liste des titres
| No | Titre                     | Paroles                    | Musique          | Durée |
| -- | ------------------------- | -------------------------- | ---------------- | ----- |
| 1. | I Can't Wait              | Michael Vescera            | Yngwie Malmsteen | 5:04  |
| 2. | Aftermath                 | Malmsteen                  | Malmsteen        | 3:41  |
| 3. | Rising Force (live)       | Joe Lynn Turner, Malmsteen | Malmsteen        | 4:18  |
| 4. | Far Beyond the Sun (live) | (instrumental)             | Malmsteen        | 5:35  |
| 5. | Power and Glory           | (instrumental)             | Malmsteen        | 4:25  |

## Credits
- Yngwie Malmsteen : guitare
- Mats Olausson : claviers
- Michael Vescera : chant
- Barry Sparks : basse
- Mike Terrana : batterie

## Autour de l'album
- Les deux titres live ont été enregistrés au Budokan de Tokyo en mars 1994. Ils sont disponibles sur la vidéo Live At Budokan, qui aurait dû être éditée en double album live également, mais qui n'est finalement pas paru.
- Power And Glory est un instrumental écrit sur la commande du catcheur Nobuhiko Takada, numéro un au Japon, et grand fan d'Yngwie. Il souhaitait un morceau impressionnant lorsqu'il rentre dans l'arène. Il a fait l'objet du single Power & Glory - Takada's Theme sorti au Japon en août 1994.